# Number Ones (album, Michael Jackson)
Number Ones je výběrové album zpěváka Michaela Jacksona vydané 18. listopadu 2003.

## Seznam skladeb

### Mezinárodní verze
1. "Don't Stop 'Til You Get Enough"
2. "Rock with You"
3. "Billie Jean"
4. "Beat It"
5. "Thriller"
6. "I Just Can't Stop Loving You" (duet s: Siedah Garrett)
7. "Bad"
8. "The Way You Make Me Feel"
9. "Man in the Mirror"
10. "Dirty Diana"
11. "Smooth Criminal"
12. "Black or White"
13. "You Are Not Alone"
14. "Earth Song"
15. "Blood on the Dance Floor"
16. "You Rock My World"
17. "Break of Dawn"
18. "One More Chance"

### Evropská/Austrálská/Kanadská slide cover verze
1. "Don't Stop 'Til You Get Enough"
2. "Rock with You"
3. "Billie Jean"
4. "Beat It"
5. "Thriller"
6. "Human Nature"
7. "I Just Can't Stop Loving You" (duet s: Siedah Garrett)
8. "Bad"
9. "The Way You Make Me Feel"
10. "Dirty Diana"
11. "Smooth Criminal"
12. "Black or White"
13. "You Are Not Alone"
14. "Earth Song"
15. "Blood on the Dance Floor"
16. "You Rock My World"
17. "Break of Dawn"
18. "One More Chance"

### Americká verze
1. "Don't Stop 'Til You Get Enough"
2. "Rock with You"
3. "Billie Jean"
4. "Beat It"
5. "Thriller"
6. "I Just Can't Stop Loving You" (duet s: Siedah Garrett)
7. "Bad"
8. "Smooth Criminal"
9. "The Way You Make Me Feel"
10. "Man in the Mirror"
11. "Dirty Diana"
12. "Black or White"
13. "You Are Not Alone"
14. "Earth Song"
15. "You Rock My World"
16. "Break of Dawn"
17. "One More Chance"
18. "Ben" (live)